# Пеџман Монтазери
Пеџман Монтазери (перс. پژمان منتظری‎‎‎, латинизовано: ; Ахваз, 6. септембар 1983) професионални је ирански фудбалер који примарно игра у одбрани на позицији центархалфа.

## Клупска каријера
Монтазери је фудбалом почео да се бави у јуниорском тиму Фулала из родног Ахваза, за који је и дебитовао као професионалац у сезони 2004/05. Већ  прве сезоне са екипом је освојио титулу националног првака, а следеће сезоне је по први пут заиграо у Азијској лиги шампиона. 
Након што је екипа Фулада у сезони 2006/07. испала у другу лигу, Монтазери сеодлучује да промени клуб и прелази у редове Естеглала из Техерана за који игра наредних седам сезона. У том периоду са клубом је освојио две титуле националног првака и два трофеја победника купа. 
По завршетку уговора са екипом из Техерана одлази у Катар где проводи наредне четири сезоне играјући за екипе Ум Салала и Ал Ахлија. У јуну 2017. као слободан играч враћа се у редове Естеглала са којим потписује двогодишњи уговор. 

## Репрезентативна каријера
За сениорску репрезентацију Ирана дебитовао је 19. децембра 2008. у пријатељској утакмици са селекцијом Кине. Први погодак за репрезентацију постигао је на свој другој утакмици у дресу са државним грбом, коју је одиграо три године касније против Палестине. 
Прво велико такмичење на ком је наступио било је Светско првенство 2014. у Бразилу где је у целости одиграо све три утакмице у групној фази. 
Четири године касније селектор Карлос Кејроз уврстио га је на списак играча за Светско првенство 2018. у Русији, али током самог првенства није улазио у игру.

### Голови за репрезентацију
| №  | Датум            | Место   | Ривал     | Гол. | Рез. | Такмичење            |
| -- | ---------------- | ------- | --------- | ---- | ---- | -------------------- |
| 1. | 5. октобар 2011. | Техеран | Палестина | 5:0  | 7:0  | Пријатељска утакмица |

## Успеси и признања
ФК Фулад
- Првенство Ирана (1): 2004/05.

 ФК Естеглал
- Првенство Ирана (2): 2008/09, 2012/13.
- Ирански куп (3): 2007/08, 2011/12, 2017/18.